# Bạc hà Á
Bạc hà Á hay bạc hà, bạc hà nam, bạc hà Nhật Bản, húng cây, húng bạc hà (danh pháp hai phần: Mentha arvensis) là loài thực vật thuộc chi Bạc hà. Đây là loài bản địa của các vùng có nhiệt độ ấm thuộc châu Âu, Tây Á và Trung Á, Himalaya cho đến đông Siberia và Bắc Mỹ.
Bạc hà Á là cây lâu năm thân thảo, cao đến 10–60 cm (đôi khi đạt đến 100 cm). Lá đơn, mọc đối xứng, dài 2–6,5 cm và rộng 1–2 cm, có lông, viền lá có răng cưa thô. Hoa màu tím nhạt (đôi khi màu trắng hoặc hồng), mọc thành cụm trên thân, mỗi hoa dài 3–4 mm.
Có sáu phân loài:
- Mentha arvensis subsp. arvensis.
- Mentha arvensis subsp. agrestis (Sole) Briq.
- Mentha arvensis subsp. austriaca (Jacq.) Briq.
- Mentha arvensis subsp. lapponica (Wahlenb.) Neuman
- Mentha arvensis subsp. palustris (Moench) Neumann
- Mentha arvensis subsp. parietariifolia (Becker) Briq.

Loài Mentha canadensis có quan hệ gần với M. arvensis, một số tác giả coi đây là hai thứ của cùng một loài: M. arvensis var. glabrata Fernald (phân bố ở Bắc Mỹ) và M. arvensis var. piperascens Malinv. ex L. H. Bailey (phân bố ở châu Á).